# Лоренсо Арагон
Лоренсо Арагон Арментерос (ісп. Lorenzo Aragon Armenteros, нар. 28 квітня 1974 в Лайас, Сьєнфуегос, Куба) — кубинський боксер, срібний олімпійський призер 2004, дворазовий чемпіон світу (2001, 2003), чемпіон Панамериканських ігор (2003).

## Любительська кар'єра

### Чемпіонат світу 2001
(кат.до 67 кг)
- У першому раунді змагань переміг Ріана Саважа (Канада) — RSC3
- У другому раунді змагань переміг Бай Хо Джо (Півд.Корея) — RSC3
- У чвертьфіналі переміг Тимура Гайдарова (Росія) — 27-15
- У півфіналі переміг Шерзода Хусанова (Узбекистан) — RSC2
- У фіналі переміг Ентоні Томпсона (США) — 27-15

### Чемпіонат світу 2003
(кат. до 69 кг)
- У чвертьфіналі переміг Манона Бунжумнонга (Таїланд) — RSC2
- У півфіналі переміг Андре Берто (США) — 25-15
- У фіналі переміг Шерзода Хусанова (Узбекистан) — 17-9

### Панамериканські ігри 2003
(до 69 кг)
Переміг у півфіналі Альфредо Ангуло (Мексика), а в фіналі — Хуана МакФерсона (США).

### Виступ на Олімпіаді 2004
(кат. до 69 кг)
- У першому раунді змагань переміг Теодороса Котакоса (Греція) — RSC
- У другому раунді змагань переміг Ванеса Мартіросяна (США) — 20-11
- У чвертьфіналі переміг Руслана Хаїрова (Азербайджан) — 16-14
- У півфіналі переміг Кім Чон Джу (Півд. Корея) — 38-10
- У фіналі програв Бахтіяру Артаєву (Казахстан) — 26-36